# Camille de Rossi
Pour les articles homonymes, voir Rossi.
Camille de Rossi, né le 30 novembre 1727 à Ajaccio (Corse), mort guillotiné le 29 janvier 1794 à Paris, est un général de division de la Révolution française.
Frère du général Antoine de Rossi (1726-1800) et cousin de Don Gratio Rossi.

## États de service
Il entre en service le 8 août 1743 comme enseigne au régiment Royal-Corse, il passe lieutenant le 4 juillet 1746, et capitaine le 1er juillet 1756. Il est fait chevalier de Saint-Louis le 1er février 1763.
Il est nommé colonel le 25 juillet 1791 au 91e régiment d’infanterie de ligne.
Il est promu maréchal de camp à l’armée des Alpes le 15 juin 1792, et général de division le 31 mai 1793.
Arrêté par ses soldats le 28 juin 1793, à Barcelonnette, il est conduit à Paris et condamné à mort, convaincu de retraite précipitée après avoir battu les Autrichiens, sans avoir détruit tous leurs magasins.
Il est guillotiné le 29 janvier 1794 à Paris.

## Sources
- (en) « Generals Who Served in the French Army during the Period 1789 - 1814: Eberle to Exelmans »
- Joseph du Teil, Napoléon Bonaparte et les généraux Du Teil, 1788-1794, A. Picard, 1897, p. 205.
- Pierre François Giraud, Joseph Michaud et Henri Louis de Moret, Biographie moderne, ou Dictionnaire biographique, de tous les hommes morts et vivants qui ont marqué à la fin du XVIIIe siècle, tome 4, Leipzig, Paul Besson, 1807, 1294 p. (lire en ligne), p. 210.